# Lepilemur ankaranensis
Lepilemur ankaranensis es un lémur endémico de Madagascar. Es uno de los menores del género Lepilemur, llamados lémures saltadores. Tiene un largo total de 53 centímetros, incluyendo una cola de 25. Su masa promedio es aproximadamente 750 gramos. Se lo encuentra al norte de la isla, en bosques secos caducifolios de las tierras bajas, en las zonas de Ankarana, Andrafiamena y Analamerana, y en el bosque húmedo de montaña de Montagne d'Ambre.